# Marcatobianco
Marcatobianco is een plaats (frazione) in de Italiaanse gemeente Castronovo di Sicilia.